# Протесты в Новых Санжарах
Протесты в Новых Санжарах (укр. Протести в Нових Санжарах) — протестные акции, которые имели место 19–20 февраля 2020 года в посёлке Новые Санжары Полтавской области Украины. Причиной стало решение правительства разместить в местном госпитале Национальной гвардии эвакуированных из китайского города Ухань, где в то время находился эпицентр эпидемии COVID-19. Данных о том, что среди привезённых людей были заражённые, не поступало, все эвакуированные были размещены в госпитале на 2-недельную обсервацию. Жители посёлка начали блокировать дороги, начались стычки с правоохранителями. В посёлок были стянуты дополнительные силы Национальной гвардии и полиции. Спустя отведённый срок все эвакуированные благополучно покинули госпиталь, заражённых среди них не оказалось.
Всего на момент посадки в самолёт из Уханя прибыло 79 человек, 1 пассажир не был допущен к посадке из-за наличия собаки, 4 человека недопущены к эвакуации из-за наличия признаков заболевания коронавирусом. Среди них 45 — украинцы, остальные 27 — иностранцы. На карантин в посёлок были отправлены пассажиры, медперсонал группы сопровождения и экипаж самолёта, всего 94 человека, в том числе 22 члена экипажа и медиков.

## Выбор места
При выборе места для размещения эвакуированных на обсервацию, рассматривались различные медицинские центры: во Львовской (военный госпиталь Винников), Тернопольской (санаторий «Медоборы» в Микулинцах), Киевской областях (Гостомель, Киевская туберкулёзная больница № 2) и др. Местные органы власти и жители выразили решительный протест размещению в своих населённых пунктах эвакуированных граждан, что выражалось по разному: чаще всего это были обращения местных советов к центральной власти, протесты местных жителей, а например, жители Медобор на Тернопольщине провели молебен против коронавируса. 20 февраля 2020 года правительство приняло решение разместить эвакуированных в медицинском центре Национальной гвардии в посёлке Новые Санжары Полтавской области. Почему был выбран именно этот населённый пункт, представители власти не пояснили.
По заявлению пресс-службы Нацгвардии, заведение обеспечено нужными средствами, имеет необходимую инфраструктуру, 200 койко-мест и находится на территории, удалённой от самого населённого пункта. Перед эвакуацией медики проверили состояние здоровья пассажиров.

## Ход событий
Вечером 19 февраля, когда ещё не было точной информации о месте обсервации, жители Новых Санжар собрались на мосту через реку Ворскла, который ведёт в медицинский центр. У самого медцентра собрались несколько десятков жителей Новосанжарской и соседней Лелюховсой громады. Утром 20 февраля в сторону посёлка были отменены все автобусные рейсы.
В ночь с 19 на 20 февраля самолёт эвакуированными украинцами вылетел из Китая в Украину. Около 8:00 он прекратил движение и начал наматывать круги в небе над границей Харьковской и Днепропетровской областей. В 9 утра он возобновил движение и около 9:40 сел в аэропорту «Борисполь». После дозаправки, в 11:10, он вылетел в Харьков. Из Харькова, около 13:30, автобусы с эвакуированными выехали в сторону Полтавщины.
Днём того же дня новосанжарцы начали перекрывать дороги тракторами и другой сельхозтехникой. Силовики пытались их оттеснить. Около 14:30 в посёлок прибыл министр внутренних дел Арсен Аваков. Демонстранты окружили здание райгосадминистрации, в котором находился Аваков, с требованием объяснить, почему именно их населённый пункт выбрали для обсервации эвакуированных. Центральная дорога посёлка заблокирована КАМАЗом. Депутаты Новосанжарского поселкового совета высказались против размещения у себя. В своём заявлении они сообщили, что санаторий не приспособлен для размещения эвакуированных граждан Украины и иностранцев, к тому же находится в жилом массиве.
Вечером в посёлок вылетел премьер-министр Алексей Гончарук, чтобы создать оперативный штаб правительства.
Ближе к 19:00 полиция начала расчищать въезд в Новые Санжары для проезда по дороге автобусов с эвакуированными. Была применена бронетехника, в том числе БТР, при помощи которого нацгвардейцы пытались разблокировать дорогу. Протестующие бросали камни в силовиков. Один мужчина на автомобиле «Нива» хотел прорвать кордон полиции, на что правоохранители пробили колёса и извлекли водителя. В 19:38 в посёлок, под охраной силовиков, начали въезжать автобусы с эвакуированными. Демонстранты развели на дороге костёр с целью воспрепятствовать проезду и начали забрасывать автобусы с людьми бутылками и камнями. До конца суток все автобусы проехали к центру, эвакуированные размещены там на обсервацию.

## Последствия
Утром 21 февраля министр здравоохранения Зоряна Скалецкая сообщила, что будет жить с эвакуированными на обсервации, однако впоследствии сообщалось, что она временно покинула посёлок. Из 900 местных учеников школ более 400 не пришли на занятия 21 февраля. Президент Украины Владимир Зеленский предположил, что сложившаяся ситуация, возможно, имеет спланированный политический характер. Спустя отведённый срок, все эвакуированные благополучно покинули госпиталь, заражённых среди них не оказалось.
В результате столкновений силовиков с местными жителями пострадали 9 правоохранителей и один гражданский. Задержаны 24 наиболее активных в сопротивлении лица, 23 из которых вскоре отпустили на период досудебного рассмотрения дела.

## Расследование
После инцидента полиция открыла 5 уголовных дел. 16 из 24 задержанных, которые, в частности, бросали камни в автобусы эвакуированных, оказались не местными жителями. Также следователями было выяснено, что некто рассылал новосанжарцам сообщения, в которых говорилось, что эвакуированные якобы заражены, и призывал к панике.
22 февраля было вынесено первое решение по делу протестов. Одному из участников была избрана мера пресечения — двухмесячный домашний арест. 25 и 26 февраля были избраны меры пресечения ещё трём участникам протестов.
19 января 2021 года суд приговорил 5 из 13 фигурантов дела к пяти годам лишения свободы. При этом их освободили от отбывания реального наказания с испытанием в год, поскольку суд учёл возможность исправления осужденных без отбывания наказания. Четырёх обвиняемых, которых суд признал виновными в блокировании транспортных средств, и двух человек, причастных к хулиганским действиям, обязали уплатить штрафы. Двоих фигурантов дела суд оправдал.